# Agustín Nieto Caballero
Pour les articles homonymes, voir Caballero.
Agustín Nieto Caballero, né le 17 août 1889 à Bogota et mort dans la même ville le 3 novembre 1975, était un pédagogue et écrivain colombien. Il a notamment fondé les écoles privées Gimnasio Moderno en 1914 et Gimnasio Femenino en 1927 à Bogotá.
Il fut diplômé en droit en 1912 à l'Université de Paris. Il a également étudié pendant quatre ans la philosophie, la sociologie et les sciences de l'éducation à la Sorbonne et au Collège de France, puis la psychologie au Teacher College de l'université Columbia à New York.
Il a dirigé l'université nationale de Colombie de 1938 à 1941 et les deux années suivantes, en reconnaissance de son travail fourni, il fut nommé ambassadeur de Colombie au Chili.